# Pheidole bos
Pheidole bos är en myrart som beskrevs av Auguste-Henri Forel 1893. Pheidole bos ingår i släktet Pheidole och familjen myror.

## Underarter
Arten delas in i följande underarter:
- P. b. baucis
- P. b. bos
- P. b. eubos